# Gerard Brands
Gerard Bron (Amsterdam, 22 november 1934 – aldaar, 12 oktober 2012) was een Nederlands schrijver, dichter en journalist. Hij gebruikte de naam Gerard Brands voor zijn werken en was bekend om zijn dierenverhalen en verhalenbundels over bizarre wetenswaardigheden. Brands schreef samen met  Burny Bos en Sjoerd Kuyper teksten voor de Ko de Boswachtershow, een radioprogramma voor kinderen. Deze verhalen werden in 1975 gepubliceerd als Het boek van Ko de Boswachter. Het boek werd geïllustreerd door Thé Tjong-Khing. 
Daarnaast heeft hij als redacteur gewerkt voor onder andere het populairwetenschappelijke blad Kijk en het blad van de vogelbescherming De Lepelaar.

## Prijzen
- 1979 · Zilveren Griffel voor Padden verhuizen niet graag
- 1993 · Zilveren Griffel voor Allemaal bedrog
- 1981 · Vlag en Wimpel (griffeljury) voor Een krekel voor de keizer
- 1989 · Vlag en Wimpel (griffeljury) voor Bolletje